# Sylvicapra grimmia
La silvicapra (Sylvicapra grimmia Linnaeus, 1758), nota anche come cefalofo comune o cefalofo grigio, è un piccolo cefalofo diffuso in quasi tutta l'Africa subsahariana, a esclusione del Corno d'Africa e delle foreste pluviali delle regioni centrali e occidentali del continente.

## Tassonomia
Attualmente, gli studiosi riconoscono tredici sottospecie di silvicapra:
- S. g. grimmia Linnaeus, 1758 (Africa meridionale, dal Sudafrica alle propaggini meridionali della Repubblica Democratica del Congo);
- S. g. altivallis Heller, 1912 (Monte Kenya);
- S. g. caffra Fitzinger, 1869 (Sudafrica, Namibia, Lesotho, Botswana, Swaziland, Zimbabwe, Zambia e Angola);
- S. g. campbelliae Gray, 1843 (Africa occidentale, dal Senegal alla Nigeria);
- S. g. coronata Gray, 1842 (da Gambia a Ciad e Repubblica Democratica del Congo);
- S. g. hindei Wroughton, 1910 (Sudan sud-orientale, Etiopia, Somalia meridionale, Repubblica Democratica del Congo nord-orientale, Uganda, Kenya e Tanzania);
- S. g. lobeliarum Lönnberg, 1919 (Monte Elgon);
- S. g. madoqua Rüppell, 1836 (Etiopia);
- S. g. nyansae Neumann, 1905 (Kenya);
- S. g. orbicularis Peters, 1852 (Malawi e Mozambico);
- S. g. pallidior Schwarz, 1914 (Repubblica Centrafricana);
- S. g. splendidula Gray, 1891 (Gabon, Angola e Repubblica Democratica del Congo sud-orientale);
- S. g. steinhardti Zukowsky, 1924 (Mozambico, Malawi, Zambia, Angola sud-orientale, Repubblica Democratica del Congo sud-orientale, Zimbabwe, Botswana, Namibia e Sudafrica).

## Descrizione
La silvicapra misura 80–115 cm di lunghezza, 45–60 cm di altezza al garrese e pesa 10–20 kg; la coda misura 10–20 cm. Il mantello varia generalmente dal marrone-rossastro chiaro al grigio brizzolato, a seconda della distribuzione geografica. Le regioni inferiori sono biancastre, mentre il muso, il naso e le zampe anteriori sono nere. Il colore nero dell'estremità della coda contrasta nettamente con il ciuffo di peli bianchi della sua parte inferiore. Le lunghe orecchie appuntite sono separate da un ciuffo di peli sulla fronte. Di solito le femmine sono più grandi dei maschi. Le corna, dalla punta aguzza, solitamente sono presenti solo nei maschi e possono raggiungere i 7–18 cm di lunghezza. Esse sono orientate più verticalmente che nelle altre specie di cefalofo, poiché la silvicapra predilige habitat più aperti.

## Distribuzione e habitat
La silvicapra è una delle antilopi più largamente diffuse del continente africano, e si trova in tutte le regioni di savana alberata dell'Africa sub-sahariana; malgrado l'incremento demografico della popolazione umana in molte zone del suo areale, la distribuzione di questo animale è rimasta pressoché invariata rispetto al passato.
Sebbene prediliga le savane, in alcune regioni montuose, come il Monte Kenya e il Kilimangiaro, si spinge anche nelle zone alpine. Mostra un grande livello di adattabilità alle modificazioni dell'habitat apportate dall'avanzata dell'agricoltura, e sopravvive anche nelle zone a ricrescita secondaria.

## Biologia

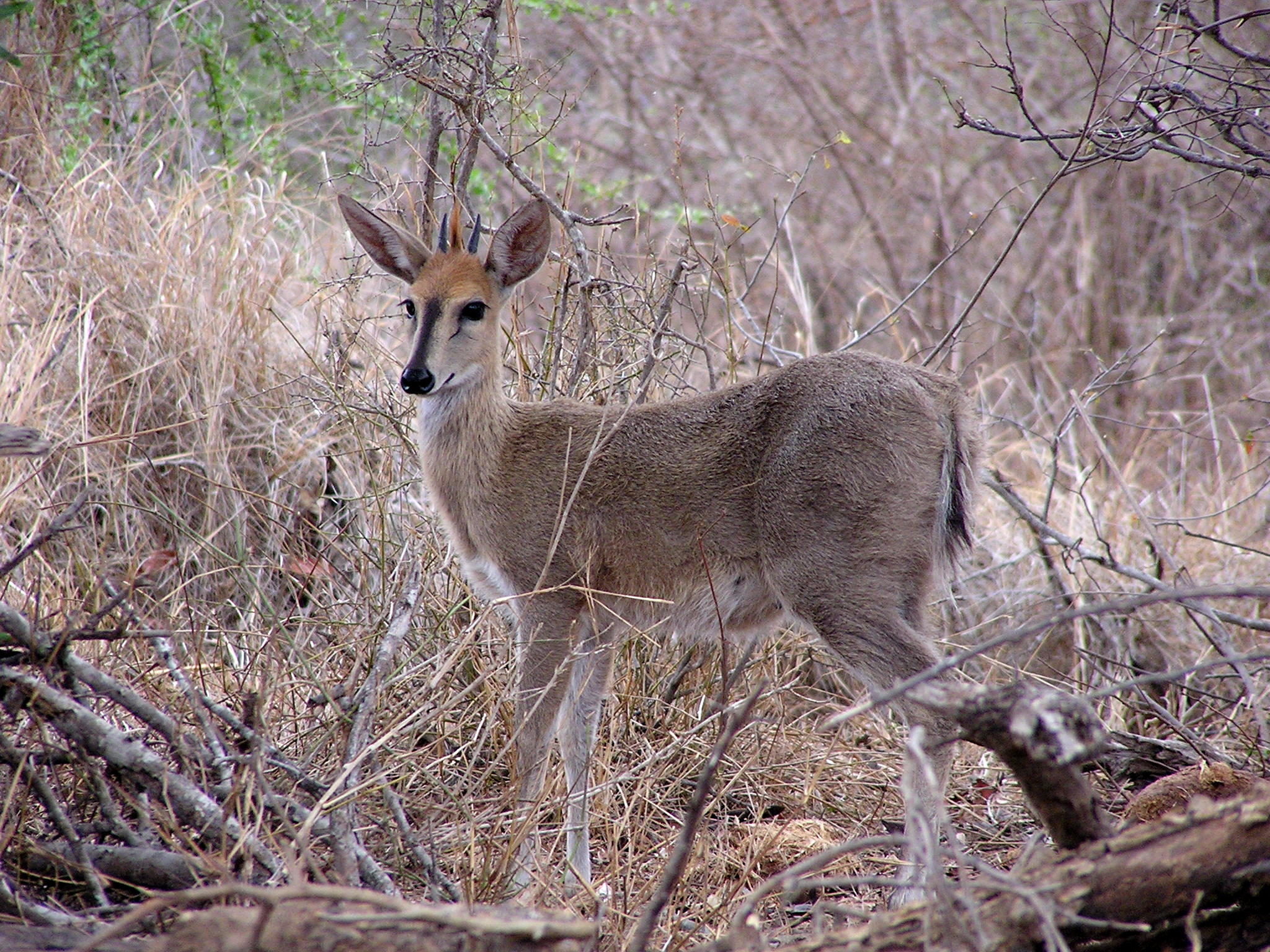
Silvicapra nel Parco Nazionale Kruger.

Attiva prevalentemente nelle ore notturne, la silvicapra trascorre la giornata nascosta tra gli arbusti o l'erba alta. Questa piccola antilope è dotata di velocità e resistenza eccezionali, e generalmente riesce a seminare i cani che vengono lanciati al suo inseguimento. I territori degli esemplari dello stesso sesso si sovrappongono raramente. I maschi sono territoriali: marcano le proprie aree con le secrezioni delle ghiandole preorbitali e le difendono dall'intrusione di altri maschi. I luoghi di riposo preferiti per questi individui sono le alture da dove possono avere una vista migliore sui dintorni. Nelle aree più favorevoli si possono trovare due silvicapre per ogni chilometro quadrato.
La dieta della silvicapra comprende foglie di alberi e arbusti, frutta, semi e, occasionalmente, carogne.
La gestazione dura 6-7 mesi, trascorsi i quali nasce sempre un unico piccolo, che trascorre le prime settimane al sicuro tra la vegetazione. Nel caso venisse attaccato da un predatore, emette un forte belato per far accorrere in suo aiuto i genitori. Le femmine raggiungono la maturità sessuale a 8-10 mesi, i maschi a 12. La silvicapra può vivere fino a 14 anni.
Tra i numerosi predatori che le danno la caccia ricordiamo piccoli felini, babbuini, coccodrilli, pitoni e aquile.

## Conservazione
Come suggerisce il nome alternativo di cefalofo comune, la silvicapra, malgrado la caccia datale per il cosiddetto bushmeat, è ancora una specie molto numerosa e le stime sulla sua popolazione totale si aggirano sui 10 milioni di capi. Com'è ovvio, la IUCN la inserisce tra le specie a basso rischio.